# Korzeń Królewski
Korzeń Królewski – wieś w Polsce położona w województwie mazowieckim, w powiecie płockim, w gminie Łąck.
W skład sołectwa Korzeń Królewski-Podlasie wchodzą wsie Korzeń Królewski i Podlasie.
| SIMC    | Nazwa    | Rodzaj    |
| ------- | -------- | --------- |
| 0569504 | Zbęczków | część wsi |

W latach 1954–1957 wieś należała i była siedzibą władz gromady Korzeń Królewski, po jej zniesieniu w gromadzie Łąck. W latach 1975–1998 miejscowość administracyjnie należała do województwa płockiego.
We wsi znajduje się parafia pw. św. Walentego.